# Kanton Saint-Marcellin
Kanton Saint-Marcellin (fr. Canton de Saint-Marcellin) je francouzský kanton v departementu Isère v regionu Rhône-Alpes. Skládá se ze 17 obcí.

## Obce kantonu
- Beaulieu
- Bessins
- Chatte
- Chevrières
- Dionay
- Montagne
- Murinais
- Saint-Antoine-l'Abbaye
- Saint-Appolinard
- Saint-Bonnet-de-Chavagne
- Saint-Hilaire-du-Rosier
- Saint-Lattier
- Saint-Marcellin
- Saint-Sauveur
- Saint-Vérand
- La Sône
- Têche